# Handong
För andra betydelser, se Handong (olika betydelser).
Handong eller Handongstaden (汉东城遗址; Hàndōngchéng yízhǐ) är en arkeologisk utgrävningsplats av en forntida stad i Chongqing i Kina. Platsen finns i byn Handongcun (汉东村) i Zhutuo köping vid Yangtzefloden.
Staden är sannolikt Wanshou (万寿) från Tangdynastin (618–907), De fem dynastierna (907–960) och början av Songdynastin (960–1279), och blev Handong (汉东) under Songdynastin och Yuandynastin (1271–1368).
Fynden består av kvarlevor från hus, askgropar, keramik, stenverktyg och artefakter i brons, järn och ben. De huvudsakliga bebyggelsen som hittats är boplatser från Songdynastin. Även en grav med två kvarlevor från Handynastin (206 f.Kr.–220) har hittats. Utgrävningsplatsen upptar knappt 1 400 m²